# Fermín de la Sierra
Fermín de la Sierra Andrés (Huelva, 4 de abril de 1912 - Madrid, 24 de diciembre de 2004) fue un ingeniero industrial español. Perteneció al Cuerpo de Ingenieros Industriales del Estado y fue un reputado economista desde la Cátedra de Organización Industrial de la Escuela Técnica Superior de Ingenieros Industriales de Madrid.

## Biografía
Fermín de la Sierra Andrés comenzó sus estudios de Ingeniería Industrial en 1930 en la Escuela de Madrid. Poco después, tras el estallido de la guerra civil española regresaría a su ciudad natal, Huelva, donde inicialmente fue artillero en el bando nacional y posteriormente oficial de aviación. Una vez finalizada la contienda regresó a Madrid a trabajar en el sector industrial.
En 1946 recibe la beca de estudios "Juan de la Cierva", para viajar a Estados Unidos a estudiar "Racionalización", si bien, una vez allí se centró en el estudio de la economía moderna y de la dirección corporativa. Su viaje de estudios a Estados Unidos le lleva a la Universidad de Chicago, donde estudiaría con Milton Friedman y otros representantes de la Escuela de Chicago y a la Universidad de Columbia donde estudió dirección de empresas con Clark y Rautenstraug.
En 1947 regresa al Ministerio de Industria, Turismo y Comercio, donde desarrollará su actividad profesional en el Instituto Nacional de Industria. En 1951 comienza a compatibilizar sus obligaciones en la Administración con la docencia, ocupando la Cátedra de Economía de la Escuela de Ingenieros de Bilbao por oposición. En 1953 es nombrado Jefe del Departamento de Organización Científica del Trabajo en el Instituto Nacional de Racionalización y pide el traslado de su plaza de Bilbao a Madrid, donde se incorpora como adjunto. Poco tiempo después se le otorga la Dirección General del Instituto Nacional de Racionalización.
En 1957, Fermín de la Sierra participa en la creación de la Escuela de Organización Industrial, proyecto que lidera junto con Juan Antonio Suances, el fundador del Instituto Nacional de Industria.
En 1962 es nombrado secretario general técnico en el Ministerio de Industria, posteriormente ocuparía la Dirección General de Industrias de la Construcción en el mismo centro directivo. En 1963 pasa a ocupar por concurso de méritos la Cátedra de José Castañeda Chornet. Ese mismo año funda la Sociedad Española de Investigación Operativa, hoy denominada "Sociedad ESpañola de Estadística e Investigación Operativa, En 1964 crea la especialidad de Organización industrial dentro de la misma escuela.

## Principales contribuciones al pensamiento económico
Fermín de la Sierra fue un reputado economista español, que trabajó en muchos campos, desde la Microeconomía, a la organización industrial, la dirección corporativa o el Marketing. Juan Velarde Fuertes dice de él:

"No conviene que pase inadvertida una figura tan importante como la de Fermín de la Sierra. Fue un ingeniero industrial que captó, al concluir nuestra Guerra Civil, todo lo que se había intentado para industrializar España por los moderados, por el Sexenio Revolucionario, por la Restauración Canónica, por la Dictadura, y por la II República marchaba en dirección muy equivocada" (Juan Velarde Fuertes,  Necrológicas ABC 6/1/2005)

En el ámbito de la Dirección Corporativa, Fermín de la Sierra establece las condiciones necesarias para la formulación de un plan empresarial:
1. Formular las directrices que han de guiar al personal directivo superior en sus actividades.
2. Determinar qué recursos serán necesarios, monetarios y no monetarios, "cuándo" serán necesarios, cuáles serán las fuentes de éstos y el límite de los que la empresa podría disponer.
3. Establecer los tipos o patrones (standards) en distintos niveles para poder ser utilizados competitivamente a posteriori en lo realmente realizado y que permitirán conocer el grado y calidad de lo alcanzado en las actividades de la empresa.
4. Promover la cooperación y la aceptación de los planes de acción repetitivos y no repetitivos que se hayan establecido.[2]